# Île de Croûte
L'île de Croûte est une ancienne île fluviale de la Dordogne, située sur la commune de Bourg.

## Histoire
Située au sud de l'île d'Ambès, l'île de Croûte a disparu lors de la tempête de la fin de l'année 1999. Il ne reste d'elle que la cime d'un arbre qui indique son emplacement.